# Nematomenia corallophila
Nematomenia corallophila is een Solenogastressoort uit de familie van de Dondersiidae. De wetenschappelijke naam van de soort is voor het eerst geldig gepubliceerd in 1881 door Kowalewsky.